# 卡斯蒂利亚苏埃洛
卡斯蒂利亚苏埃洛，是西班牙阿拉贡自治区韦斯卡省的一个市镇。总面积15平方公里，总人口169人（2018年），人口密度15人/平方公里。